# Cognizant
Cognizant Technology Solutions Corp es una multinacional estadounidense que ofrece servicios a medida en Tecnologías de la Información, consultoría y externalización de procesos de negocio. Su sede central está ubicada en Teaneck, Nueva Jersey, Estados Unidos y está listada en el índice NASDAQ-100 y el S&P 500.  Fundada originalmente en 1994 como una unidad de tecnología captiva de Dun & Bradstreet, Cognizant comenzó a dar servicio a clientes externos en 1996.
Tras una serie de divisiones corporativas y reestructuraciones de sus compañías matrices, realizó una OPV en 1998. Fue la primera compañía de servicios de software listada en el Nasdaq. Durante la crisis de las punto com, creció gracias a aceptar los trabajos de mantenimiento de aplicaciones que las compañías más grandes no estaban dispuestas a realizar.  Gradualmente se lanzó al mercado del desarrollo de aplicaciones, integración de sistemas complejos, y servicios de consultoría. Cognizant experimentó un periodo de desarrollo muy rápido durante la década de los 2000, convirtiéndose en una compañía de la lista Fortune 500 en 2011. En 2015, la Revista Fortune la nombró como la cuarta compañía de servicios IT más admirada del mundo.

## Historia
Srini Raju fue el CEO de la compañía. Kumar Mahadeva desempeñó un papel clave al convencer a Dun & Bradstreet para que invirtiera dos millones de dólares en la empresa conjunta.
Originalmente llamada DBSS, la unidad se concibió como una unidad de tecnología propia, y se centró en la implementación de proyectos IT a gran escala para las empresas de Dun & Bradstreet. En 1996, la compañía comenzó a buscar clientes más allá de Dun & Bradstreet.
En 1996, Dun & Bradstreet prescindió de varias de sus empresas subsidiarias incluyendo Erisco, IMS International, Nielsen Media Research, Pilot Software, Strategic Technologies y DBSS, para formar una nueva empresa llamada Cognizant Corporation. Tres meses después, en 1997, DBSS cambió su nombre a Cognizant Technology Solutions. En julio de 1997, Dun & Bradstreet compró el 24% de las acciones de Satyam en DBSS por 3,4 millones de dólares. La sede central se trasladó a Estados Unidos, y en marzo de 1998, se nombró CEO a Kumar Mahadeva. Operando como una división de Cognizant Corporation, la empresa se centró principalmente en proyectos relacionados con el efecto del año 2000 y desarrollo web.
En 1998, la empresa matriz Cognizant Corporation, se dividió en dos empresas: IMS Health y Nielsen Media Research. Después de esta reestructuración, Cognizant Technology Solutions se convirtió en subsidiaria de IMS Health. En junio de 1998, IMS Health dividió parcialmente la empresa, lanzando una OPV de las acciones de Cognizant. La compañía recaudó 34 millones de dólares, menos de lo que los aseguradores de IMS Health habían esperado. El dinero fue destinado al pago de la deuda y mejoras en las oficinas. Kumar Mahadeva decidió reducir la dependencia de la compañía en proyectos relacionados con el efecto del año 2000: para el Q1 de 1999, el 26% de los ingresos de la compañía provenían de este tipo de proyectos, en comparación con el 49% de principios de 1998. Creyendo que el mercado de 16.600 millones de dólares de software ERP estaba saturado, Mahadeva decidió frenar la implementación de proyectos ERP a gran escala. En su lugar, se centró en la gestión de aplicaciones, lo que representó el 37% de los ingresos de Cognizant en el Q1 de 1999. En 2002, estos fueron 229 millones de dólares, dejando a la compañía sin deuda y con 100 millones de superávit. Durante la crisis de las punto com la compañía creció a través de proyectos de mantenimiento que las grandes compañías de servicios no querían.
En 2003, IMS Health vendió la totalidad de su participación (56%) en Cognizant, la cual instauró una “táctica de píldora venenosa” (poison pill) con el objetivo de prevenir cualquier intento de OPA hostil. Kumar Mahadeva dimitió como CEO en 2003 y fue reemplazado por Lakshmi Narayanan. Gradualmente, la cartera de servicios IT de la compañía continuó su expansión, así como la externalización de procesos de negocio (BPO) y consultoría de negocios. A Lakshmi Narayanan le sucedió Francisco D'Souza en 2006. Cognizant experimentó un período de rápido crecimiento durante la década de los 2000, como refleja su aparición en la lista de las “100 compañías de mayor crecimiento” de la revista Fortune durante diez años consecutivos, de 2003 a 2012.
En septiembre de 2014, Cognizant cerró su mayor acuerdo adquiriendo TriZetto, un proveedor de servicios IT en el área de la salud, por $2.700 millones. Las acciones de Cognizant subieron cerca del 3% en el mercado durante las operaciones previas a la compra.

### Adquisiciones
| Empresa adquirida                                                               | País           | Fecha                   | Área de negocio | Referencia |
| ------------------------------------------------------------------------------- | -------------- | ----------------------- | --- | ---------- |
| Zone                                                                            | Reino Unido    | Octubre de 2017         | Agencia Digital | [ 19 ]     |
| Netcentric                                                                      | Suiza          | Octubre de 2017         | Servicios de IT | [ 20 ]     |
| T2C \| Top Tier Consuting                                                       | Estados Unidos | Septiembre de 2017      | Consultora sanitaria | [ 21 ]     |
| TMG Health                                                                      | Estados Unidos | Junio de 2017           | Consultora Sanitaria | [ 22 ]     |
| BrilliantService                                                                | Japón          | Marzo de 2017           | Productos inteligentes, Internet de las cosas | [ 23 ]     |
| Adaptra                                                                         | Australia      | Diciembre de 2016       | Consultoría de Seguros, Gestión de proyectos | [ 24 ]     |
| Nova IT                                                                         | Australia      | Diciembre de 2016       | Servicios de Recursos Humanos | [ 25 ]     |
| KIS Information Services (KIS)                                                  | Alemania       | Diciembre de 2016       | Servicios de TI | [ 26 ]     |
| Mirabeau                                                                        | Holanda        | Noviembre de 2016       | Marketing y experiencia del cliente | [ 27 ]     |
| Frontica Business Solutions                                                     | Noruega        | Julio de 2016           | Servicios y soluciones de TI | [ 28 ]     |
| Idea Couture                                                                    | Canadá         | Julio de 2016           | Servicios digitales (Innovación y diseño de experiencia) | [ 29 ]     |
| Heliocentric                                                                    | El Salvador    | Mayo de 2016            | Servicios BPO | [ 30 ]     |
| Quick Left Inc.                                                                 | Estados Unidos | Mayo de 2016            | Aplicaciones móviles y web | [ 31 ]     |
| Red Associates                                                                  | Dinamarca      | Abril de 2016           | Ciencias Humanas | [ 32 ]     |
| KBACE Technologies                                                              | Estados Unidos | Enero de 2016           | Oracle Cloud, ERP | [ 33 ]     |
| Storebrand Baltic                                                               | Lituania       | Noviembre de 2015       | Unidad IT lituana de Storebrand noruego | [ 34 ]     |
| Odecee                                                                          | Australia      | Noviembre de 2014       | Servicios de IT, consultoría y BPO | [ 35 ]     |
| Cadient Group                                                                   | Estados Unidos | Octubre de 2014         | Cuidado de la salud digital | [ 36 ]     |
| TriZetto Corp                                                                   | Estados Unidos | Septiembre de 2014      | Software para el tomador del seguro de salud, proveedor de software de ciclos de facturación (consultoría, software, BPO, hosting) | [ 37 ]     |
| itaas Interactive TV Solutions                                                  | Estados Unidos | Abril de 2014           | Servicios de video digital | [ 38 ]     |
| ValueSource Technologies                                                        | India          | Octubre de 2013         | Servicios IT | [ 39 ]     |
| Equinox Consulting                                                              | Francia        | Octubre de 2013         | Consultoría de servicios financieros | [ 40 ]     |
| C1 group (6 empresas)                                                           | Alemania       | Diciembre de 2012       | btconsult GmbH [consultoría en procesos y tecnología, SAP]; C:1 Solutions GmbH [consultoría y soluciones empresariales: SAP, BPM, ECM, ERM]; psc Management Consulting GmbH [procesos y consultoría tecnológica]; C:1 SetCon GmbH [Ingeniería de software y testing]; Enterprise Services AG [empresa suiza centrada en el proceso y consultoría de IT]; C:1 Holding GmbH | [ 41 ]     |
| ING US                                                                          | Estados Unidos | Junio de 2012           | Tecnología | [ 42 ]     |
| Zaffera                                                                         | Estados Unidos | Septiembre de 2011      | Consultoría SAP | [ 43 ]     |
| CoreLogic India                                                                 | India          | Julio de 2012           | Tramitación de hipotecas | [ 44 ]     |
| Galileo Performance                                                             | Francia        | Junio de 2010           | Consultoría relacionada con la medición, gestión y optimización continua en sistemas de IT | [ 45 ]     |
| PIPC Group                                                                      | Reino Unido    | Mayo de 2010            | Consultoría de programas y gestión de proyectos | [ 46 ]     |
| UBS India Service Center                                                        | India          | Octubre de 2009         | Externalización de procesos de negocio, investigación de la industria | [ 47 ]     |
| Pepperweed Advisors                                                             | Estados Unidos | 8 de septiembre de 2009 | Consultoría de negocio, gestión de programas | [ 48 ]     |
| Active Intelligence                                                             | Canadá         | Febrero de 2009         | Consultoría, implementación y servicios de soporte para Oracle Retail Merchandising, suite de planificación y optimización | [ 49 ]     |
| Strategic Vision Consulting                                                     | Estados Unidos | Junio de 2008           | Consultoría de negocio para empresas de medios y entretenimiento | [ 50 ]     |
| T-Systems India                                                                 | Alemania       | Marzo de 2008           | Sistemas de integración | [ 51 ]     |
| marketRx                                                                        | Estados Unidos | 16 de noviembre de 2007 | Analytics del sector farmacéutico, KPO (Externalización de Procesos de Conocimiento) del cuidado de la salud | [ 52 ]     |
| AimNet                                                                          | Estados Unidos | Septiembre de 2006      | Servicios de infraestructura IT | [ 53 ]     |
| Fathom Consulting                                                               | Canadá         | Abril de 2005           | Servicios IT en telecomunicaciones y automoción | [ 54 ]     |
| Ygyan Consulting                                                                | India          | Febrero de 2004         | Consultoría SAP | [ 55 ]     |
| Infopulse                                                                       | Holanda        | Diciembre de 2003       | Servicios de IT | [ 56 ]     |
| Aces International                                                              | Estados Unidos | Abril de 2003           | Consultoría Siebel CRM | [ 54 ]     |
| Cuenta de American Express relacionada con servicios de Silverline Technologies | Estados Unidos | Septiembre de 2002      | Servicios Financieros | [ 57 ]     |
| UnitedHealthcare Ireland Limited                                                | Irlanda        | Junio de 2002           | Servicios de atención médica (subsidiaria UnitedHealth Group) | [ 58 ]     |

## Servicios
Cognizant es un proveedor de servicios de tecnologías de la información, consultoría y externalización de procesos de negocio (BPO). Estos incluyen consultoría de negocio y tecnológica, integración de sistemas, desarrollo y mantenimiento de aplicaciones, servicios de infraestructura de IT, Análisis, business intelligence, almacenamiento de datos, CRM, SCM (gestión de la cadena de suministro), soluciones de ingeniería y manufactura, ERP, externalización del I+D y soluciones de testing.
En 2011, los ingresos de la compañía por servicios de IT se repartieron aproximadamente por igual entre el desarrollo y el mantenimiento de aplicaciones. Su cartera de externalización de procesos de negocio se inclina por servicios de “alta gama”, es decir, aquellos que implican conocimientos y habilidades inherentes a una industria concreta, tales como servicios legales o el procesamiento de reclamaciones de seguros médicos, frente a servicios de menor valor añadido como por ejemplo servicios de soporte telefónico.
En la declaración de ganancias de 2012, el CEO Francisco D’Souza clasificó los servicios ofertados por la compañía en tres grupos: ‘’Horizonte 1’’ (desarrollo y mantenimiento de aplicaciones), ‘’Horizonte 2’’ (BPO, servicios de infraestructura IT y consultoría de negocio) y ‘’Horizonte 3’’ (”SMAC” - Social, Mobile, Analytics y Cloud). En septiembre de 2012, los servicios del ‘’Horizonte 1’’ representaron más del 75% de los ingresos de la compañía, mientras que aquellos enmarcados en el ‘’Horizonte 2’’ generaron alrededor del 20% de la facturación.

## Modelo de negocio

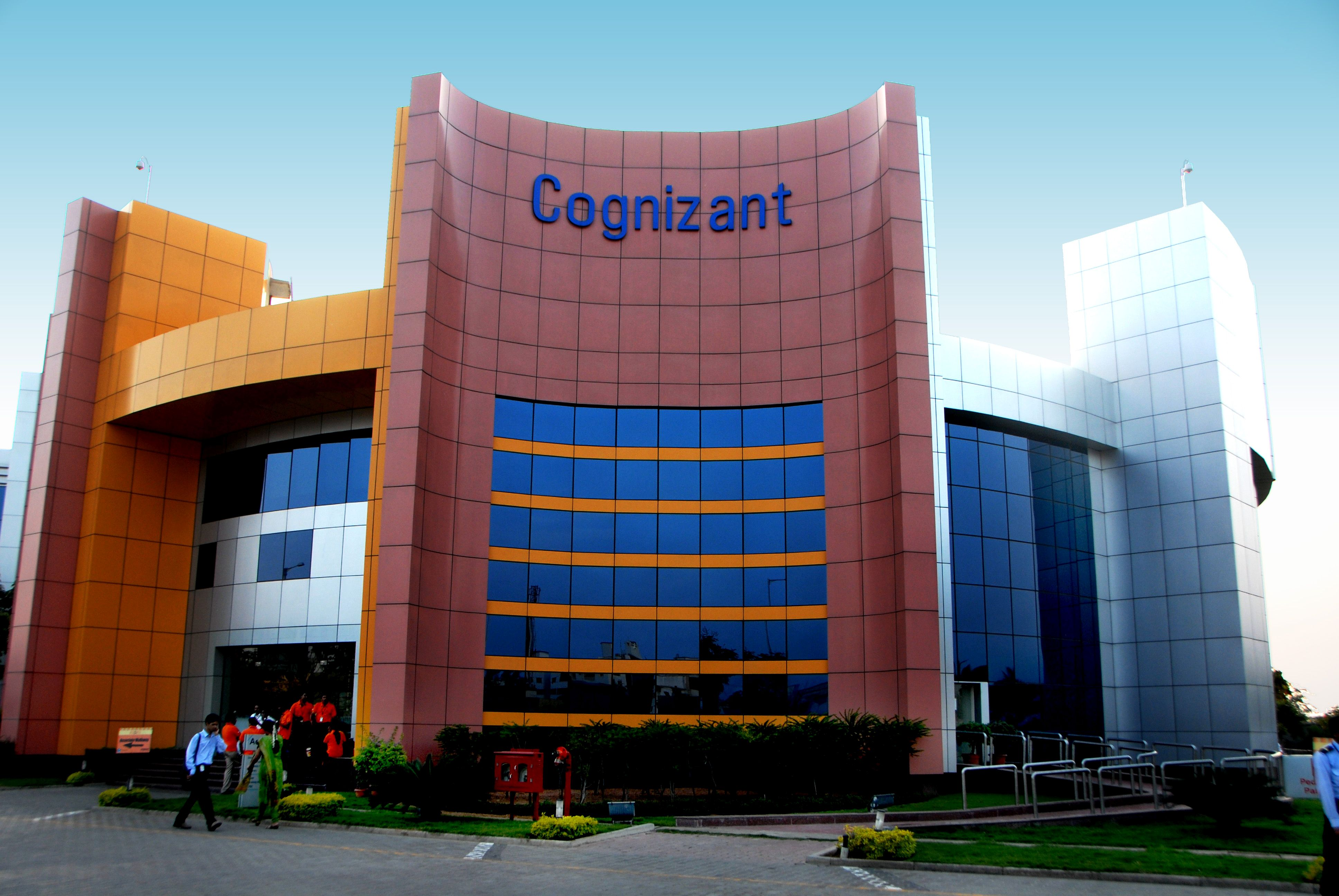
Primera sede central de Cognizant en Madrás, actualmente un centro de desarrollo externo.

Al igual que otras muchas empresas de servicios IT, Cognizant aplica un modelo global de prestación de servicios basado en innovación y capacidades software localizadas en el exterior. La compañía tiene varios centros de desarrollo fuera de Estados Unidos, y centros en Europa, Estados Unidos, y Sudamérica.
En sus primeros años, Cognizant generó negocio con compañías americanas y europeas apoyándose en la marca Dun & Bradstreet. Los altos cargos de la compañía concibieron Cognizant como un proveedor de servicios de alta calidad para el cliente, a la altura de las seis grandes empresas integradoras de sistemas del momento (Accenture, BearingPoint, Capgemini, E&Y, Deloitte e IBM), pero con precios más competitivos.

## Operaciones

### Ámbito geográfico
Además de su sede central global y centro de desarrollo en Teaneck, Nueva Jersey, así como de la sede central de Estados Unidos en College Station, Texas, Cognizant tiene 21 centros de desarrollo adicionales en Estados Unidos: : Bentonville, Arkansas; Bridgewater, Nueva Jersey; Des Moines, Iowa; Holliston, Massachusetts; Minot, Dakota del Norte; Phoenix, Arizona; Southfield, Míchigan; Williston, Vermont; San Luis, Misuri; Union, New Jersey; Sacramento, California; Charlotte, Carolina del Norte; Oklahoma City, Oklahoma; Washington, Pensilvania; Malvern, Pensilvania; Naperville, Illiois; Carmel, Florida; Indiana Linthicum, Florida; Maryland, Florida; y Tampa, Florida.
La empresa tiene más de 217.000 empleados a nivel mundial, de los cuales 150.000 están en la India, donde posee 10 centros, siendo el de Madrás el mayor. Los otros centros en la India se localizan en Bangalore, Coimbatore, Gurgaon, Hyderabad, Cochín, Calcuta , Mangalore, Bombay y Pune. Además, la compañía tiene centros de desarrollo locales, regionales y globales en Reino Unido, Hungría, España, China, Filipinas, Canadá, Brasil, Argentina, Costa Rica y México.

### Unidades de Negocio
Cognizant está organizada en varias unidades verticales y horizontales. Las unidades verticales se centran en industrias específicas tales como servicios bancarios y financieros, cuidado de la salud, manufacturación y retailing. Las horizontales se centran en tecnologías específicas o áreas de proceso, tales como Analytics, desarrollo de aplicaciones móviles, BPO (externalización de procesos de negocio), testing, etc. Ambas unidades, tanto horizontales como verticales, tienen consultores de negocio, formando de manera conjunta el equipo Cognizant Business Consulting (CBC). Cognizant está entre las reclutadoras más importantes de perfiles MBA en su sector, quienes están implicados en el desarrollo de negocio y análisis de negocio para proyectos de servicios IT.
Según los informes financieros de 2016, la mayor parte de los ingresos de Cognizant viene de clientes en los sectores de servicios financieros (39,8%) y cuidado de la salud (28,7%). Otras fuentes de ingresos sustanciales proviene de la industria de manufacturación, venta al por menor y logística (19,7%) y comunicaciones, información, media y entretenimiento y tecnología (11,8%). Por áreas geográficas, la mayor parte de los ingresos vienen de Norteamérica (78,2%) y Europa (15,9%).

## Asuntos corporativos

### Mercadotecnia y Marca
El evento clave para sus principales clientes es Cognizant Community, a veces simplemente llamado Community. Se celebra anualmente en Estados Unidos, Europa, Australia y Asia (Singapur, India y Japón). La cita, que cuenta con notables ponentes del mundo de los negocios, la tecnología, las ciencias económicas e incluso los deportes de aventura, ha sido elogiada como “un evento modelo en la industria”.

### Finanzas
Cognizant apareció listada en NASDAQ por primera vez en el año 1998, y fue añadida al índice NASDAQ-100 en 2004. Después del cierre de bolsa del 16 de noviembre del 2006, Cognizant pasó de un capital medio S&P 400 al S&P 500. La compañía afirmó estar en un excelente estado financiero, reportando más de 2.600 millones de dólares en efectivo e inversiones a corto plazo en el Q3 de 2012. Frente a los 1.230 millones del 2013, los ingresos netos del año 2014 fueron de 1.440 millones de dólares, un 11,9% superior en el cuarto trimestre, lo que representó 363 millones de dólares.

### Responsabilidad social corporativa
La responsabilidad social corporativa de Cognizant (RSC) se lleva a cabo gracias al esfuerzo altruista de sus empleados junto al apoyo financiero y administrativo de la Fundación Cognizant.
Registrada en marzo de 2005 como "Entidad Benéfica" conforme a la Ley de Sociedades de la India, la Fundación Cognizant pretende "ayudar a las personas más desfavorecidas para facilitar el acceso a una educación de calidad y atención sanitaria, proporcionando apoyo financiero y técnico; diseñar e implementar programas de mejoras educativas y sanitarias; y la colaboración con Organizaciones no gubernamentales (ONG), instituciones educativas, instituciones de salud, agencias gubernamentales y sociedades anónimas".
Cognizant cuenta con un proyecto de responsabilidad social llamado ’’Outreach’’, en el que sus empleados voluntariamente ayudan a escuelas y orfanatos. 
En la Maker Faire de 2011, Cognizant anunció sus planes para financiar una zona en el New York Hall of Science, un programa extraescolar llamado “Making the Future” en colaboración con Citizen Schools para promover la educación STEM en los Estados Unidos.
En 2012, la Fundación Cognizant realizó una donación a Vidnyan Vahini, una organización sin ánimo de lucro con sede en Pune (India) para su Laboratorio Móvil de Ciencias.

### Compromiso medioambiental
Los esfuerzos de Cognizant en favor de la sostenibilidad incluyen la iniciativa “Go Green”, lanzada en 2008 y centrada en la eficiencia energética, el reciclaje y una gestión de residuos responsable. En octubre de 2012, la revista Newsweek clasificó a Cognizant en el puesto 50 de entre las 500 empresas más grandes que cotizan anualmente en el Green Rankings de Estados Unidos.

### Fortune 500
| Año  | Puesto |
| ---- | ------ |
| 2016 | 230    |
| 2015 | 278    |
| 2014 | 308    |
| 2013 | 352    |
| 2012 | 398    |
| 2011 | 484    |
| 2010 | 498    |

## Otros
- El 24 de junio de 2015, la empresa firmó un acuerdo multimillonario con Escorts Group en India para ayudarles en su transformación digital y modernizar sus operaciones en todos los ámbitos de negocio.[77]
- El 30 de junio de 2015, se asoció con la cadena de supermercados NTUC FairPrice sede en Singapur, para llevar a cabo la transformación digital de su negocio, con el fin de mejorar el grado de personalización y consistencia del servicio proporcionado al cliente a través de los diferentes canales.[78]

## Patrocinio
Desde 2021, Cognizant es el principal patrocinador del equipo de Fórmula 1 Aston Martin, renombrándolo como «Aston Martin Cognizant Formula One Team».